# Route départementale 103 (Haïti)
Pour les articles homonymes, voir Route départementale 103.
La route départementale 103, ou RD 103 ou  route Dessalines-Saint Michel, est une route départementale d'Haïti reliant Dessalines à Ennery,.

## Présentation
Orientée est-ouest, la route RN 103 part de la route départementale 112 dans la section urbaine de Dessalines.
En chemin elle traverse la rivière Vebrine, la rivière Platana et la rivière Canot.

## Tracé
- Dessalines
- Saint-Michel-de-l'Attalaye
- Ennery